# Orkaanseizoen van de Grote Oceaan 2015
Het orkaanseizoen van de Grote Oceaan 2015 begon officieel op 15 mei 2015 in het oosten en op 1 juni 2015 in het midden van de Grote Oceaan en eindigde op 30 november 2015. Dit orkaanseizoen betreft twee verschillende gebieden en daarmee eigenlijk twee verschillende seizoenen. Oostelijk van de 140e graad westerlengte begint het seizoen op 15 mei, in het gebied westelijk ervan tot aan de datumgrens begint het seizoen op 1 juni. Voor beide gebieden eindigt het seizoen op 30 november. Tropische depressies, die zich ten oosten van de 140e graad westerlengte vormen, krijgen het achtervoegsel "-E" (East) achter hun nummer. Tropische depressies, die zich tussen de 140e graad westerlengte en de datumgrens vormen, krijgen het achtervoegsel "-C" (Central). Als een tropische storm een naam krijgt uit het centrale gebied, staat achter de naam in het kopje '(C)' vermeld.

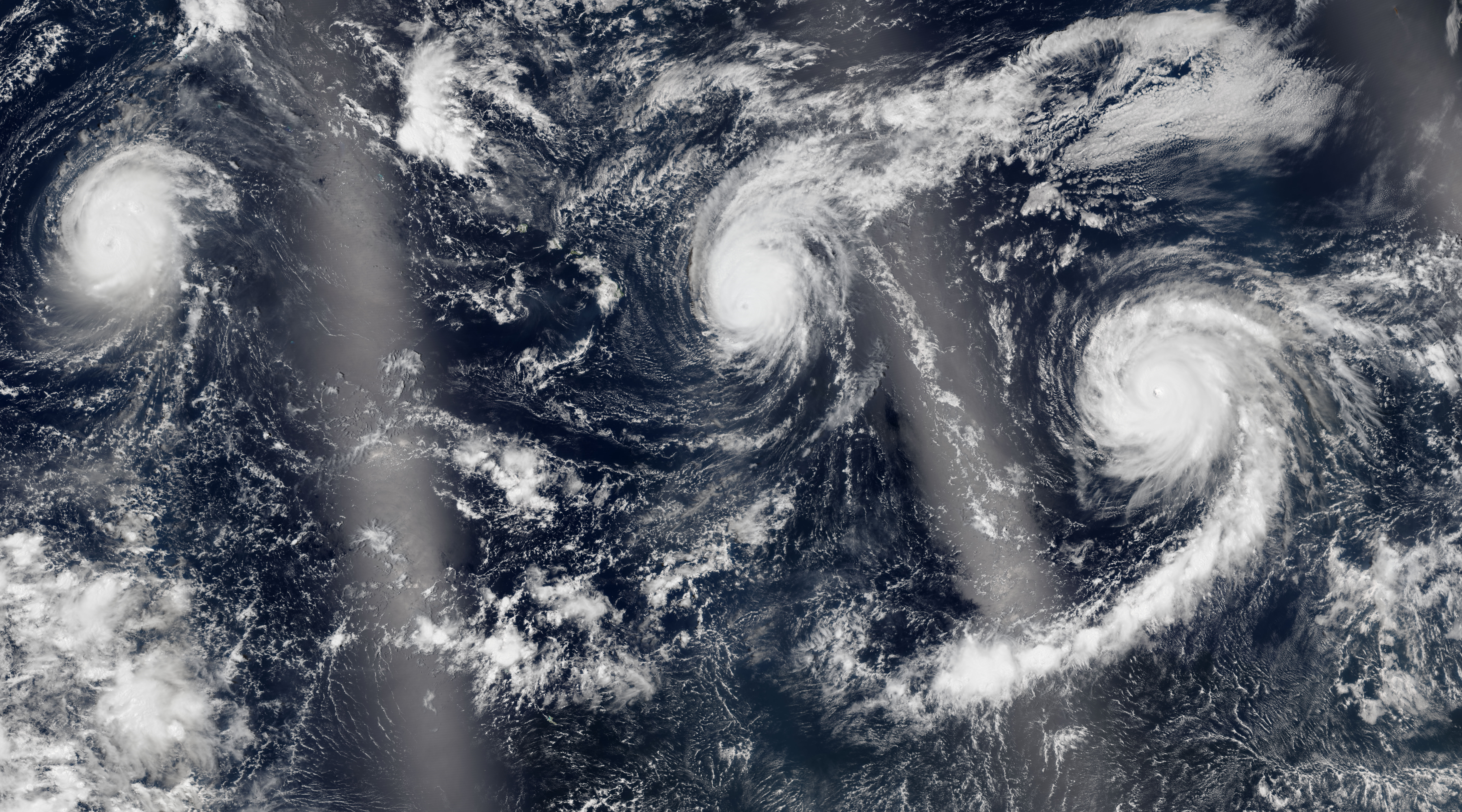
De orkanen Kilo, Ignacio, en Jimena op 30 augustus 2015

1990 · 1991 · 1992 · 1993 · 1994 · 1995 · 1996 · 1997 · 1998 · 1999 · 2000 · 2001 · 2002 · 2003 · 2004 · 2005 · 2006 · 2007 · 2008 · 2009 · 2010 · 2011 · 2012 · 2013 · 2014 · 2015 · 
2016 · 2017 · 2018